# Photinia crassifolia
Photinia crassifolia är en rosväxtart som beskrevs av H. Lév.. Photinia crassifolia ingår i släktet Photinia och familjen rosväxter. Inga underarter finns listade i Catalogue of Life.